# طه محيي الدين معروف
طه محي الدين معروف (حوالي 1929 - 7 أغسطس 2009) كان سياسي عراقي وعمل نائبا لرئيس العراق منذ عام 1975 حتى غزو العراق عام 2003.

## النشأة
ولد في عائلة بارزة في شمال العراق التي يسيطر عليها الأكراد.

## الحياة السياسية
انضم معروف إلى حزب البعث في عام 1968 وشغل عدة مناصب وزارية.
كان معروف من الأكراد الإثنيين في التسلسل الهرمي لحزب البعث في عهد صدام حسين لكن المجتمع الكردي رأى تعيينه مجرد بادرة معتقدا أن لديه قوة حقيقية قليلة. ومع ذلك عمل سفيرا للعراق في إيطاليا ومالطا وألبانيا.
أعلن أن معروف قد احتجز يوم الجمعة 2 مايو 2003. تم القبض عليه مع نائبين آخرين من صدام حسين هما عبد التواب الملا حويش مدير مكتب التصنيع العسكري ونائب رئيس الوزراء المكلف بشراء الأسلحة والقائد مزبان خضر الهادي أحد أربع مناطق عسكرية أقامها صدام عشية غزو العراق في عام 2003. كان معروف هو رقم 24 (في البداية رقم 42) في قائمة الولايات المتحدة من العراقيين المطلوبين. كان يمثله رقم تسعة الماس في مجموعة أوراق اللعب لأهم المطلوبين العراقيين.
توفي في 7 أغسطس 2009 في عمان عاصمة الأردن. دفن في أربيل شمال العراق في اليوم التالي.